# 角日命
角日命（つのひのみこと、生没年不詳）は、古代日本の豪族で大伴連の祖。
父は神武朝の功臣・道臣命の三世孫である大日命で、角日命は同族の紀国造智名曽命の娘・手束比売命との間に豊日命を生んでいる。事績についての記述はないが、子の豊日命が孝霊天皇から崇神天皇まで仕えたとされ、欠史八代の時代に属する人物である。